# 필수 설비 원리
필수 설비 원리(必須設備原理, essential facilities doctrine)는 1912년 미국 독점금지법 하에서 독점을 막기 위한 정책이다. 미국 법에서 처음 비롯된 원리이지만, 지금은 남아프리카, 유럽 연합, 영국 등지의 자체 법 체계에서 이 원리를 채택하고 있다.
Seventh Circuit는 미국 독점금지법 하의 원칙에 대한 기본 요소를 다음과 같이 정의하고 있다:
1. 독점한 자의 필수 설비 규제
2. 정당하게 필수 설비를 생산하지 못하는 경쟁자의 무능력
3. 경쟁자의 설비 사용 중단
4. 경쟁자에게 설비를 제공할 가능성

필수 설비 원리에 대한 예가 몇 가지 존재하지만, 잘 알려진 예는 1973년에 있었던 대법원의 결정이다. (Otter Tail Power Co. v. United States) 이는 셔먼 법 소송이며 정부는 오터 테일의 전력선이 필수 설비이며 셔먼 법의 2번째 세션을 위반하고 있다고 주장하였다.
그러나 이러한 원리에도 제한이 있다. 고소인이 설비를 생산할 가능성이 없음을 입증해야 한다.

## 같이 보기
- 경쟁법

## 참조
1. ↑  Sullivan, E. Thomas, and Hovenkamp, Herbert.  Antitrust Law, Policy, and Procedure:  Cases, Materials, and Problems, Fifth Edition.  LexisNexis Publishers, 2004.  ISBN 0-8205-6104-5  pp. 701-706.
2. ↑  OTTER TAIL POWER CO. V. UNITED STATES, 410 U. S. 366 (1973) - US Supreme Court Cases from Justia & Oyez
3. ↑  FEDERAL TELECOMMUNICATIONS LAW 제2권, ISBN 0-7355-0647-7, 328쪽, 4.2.1 Antitrust 부분.